# محطة زوشيلي

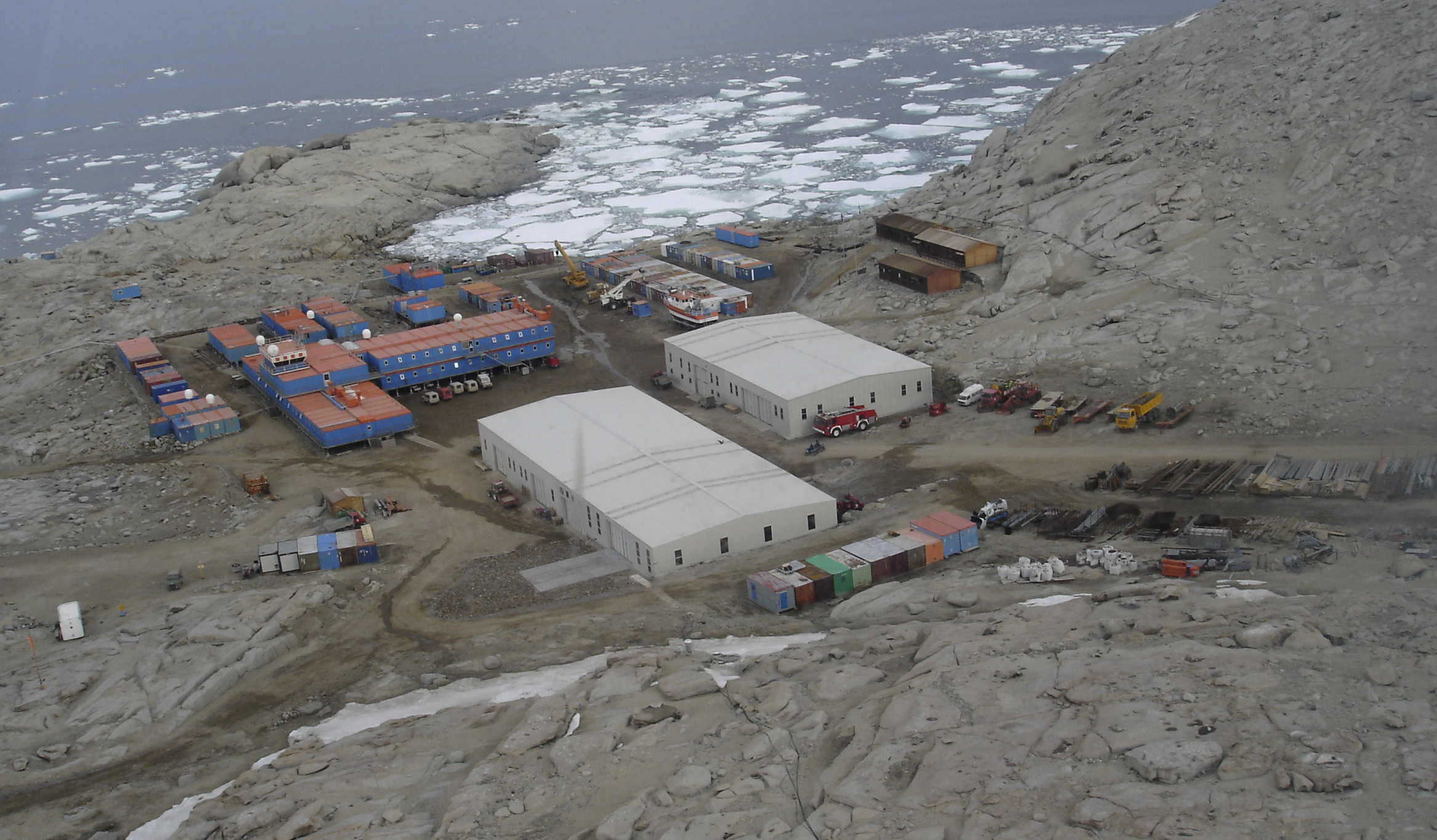
محطة زيلوشي من خليج تيرا نوفا.

محطة ماريو زوشيلي (بالإيطالية Stazione Mario Zucchelli) هي محطة بحوث إيطالية تقع في خليج تيرا نوفا في أنتاركتيكا. سميت المحطة تيمنا بماريو زوشيلي المدير الراحل للبرنامج الإيطالي في أنتاركتيكا.
يتم تشغيل هذا المرفق خلال أشهر الصيف (من أكتوبر إلى فبراير) وتستضيف مجموعة متنوعة من المشاريع العلمية. هناك تعاون وثيق بين «البرنامج للوطني للأبحاث في القارة القطبية الجنوبية» (بالإيطاليةProgramma Nazionale di Ricerche in Antartide) وكل من برنامج الولايات المتحدة في أنتاركتيكا وأنتاركتيكا نيوزيلندا.

## وصلات خارجية
- محطة ماريو زوشيلي
- الموقع الرسمي لمحطة ماريو زوشيللي على الشبكة العالمية للمعلومات
- خريطة خيج تيرا نوفا نسخة محفوظة 27 يناير 2022 على موقع واي باك مشين.